# Gail (rivière)
Pour les articles homonymes, voir Gail.
La Gail  (en slovène : Zilja ; en frioulan : Zelia) est une rivière autrichienne qui coule au sud du pays dans les lands de Carinthie et du Tyrol (Tyrol oriental). Elle est un affluent en rive droite de la Drave.
La vallée de la Gail (en allemand : Gailtal) marque la limite sud des Alpes de Gailtal au sein des Préalpes orientales méridionales.

## Parcours

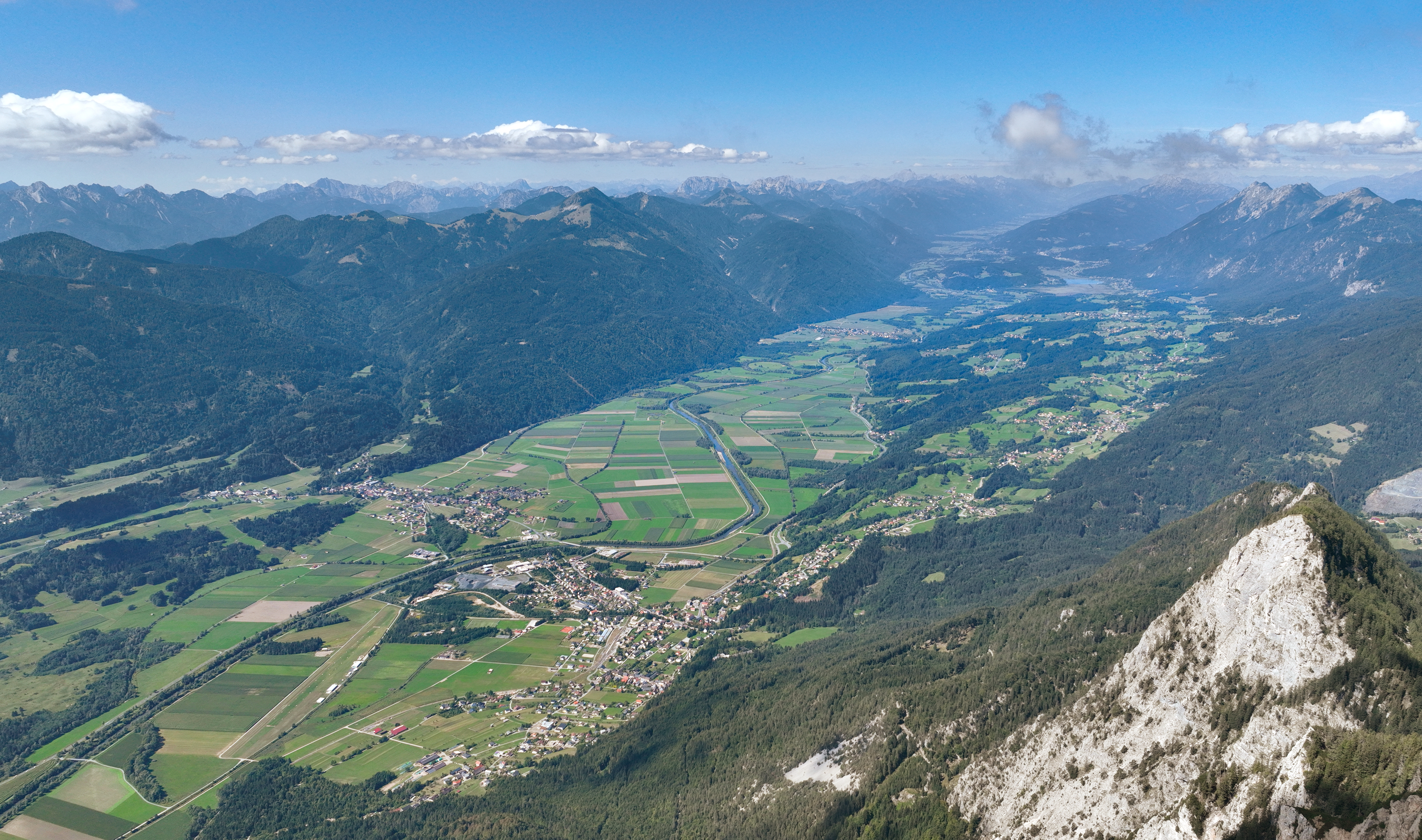
La vallée inférieure de la Gail.

La Gail prend sa source dans la localité tyrolienne de Obertilliach. Elle coule ensuite vers l'est et entre en Carinthie à Lesachtal dans une vallée parallèle à la frontière italienne (le long de la crête principale des Alpes carniques au sud) puis slovène, via Hermagor et Arnoldstein, près du château de Strassfried. Elle finit par rejoindre la Drave au village de Maria Gail qui fait partie de la municipalité de Villach.
À la suite du séisme de 1348 au Frioul (en), le cours de la rivière a été modifié avec un glissement de terrain suivi d'une grande inondation au-dessous du massif de Dobratsch.
Une bonne partie du cours inférieur de la rivière a été régulé depuis les années 1870. Dans la période récente, des mesures de renaturation ont été mises en oeuvre à certains endroits.

## Source
- (en) Cet article est partiellement ou en totalité issu de l’article de Wikipédia en anglais intitulé « Gail (river) » (voir la liste des auteurs).